# Хан (Хунсрик)
Хан (њем. Hahn) општина је у њемачкој савезној држави Рајна-Палатинат. Једно је од 134 општинска средишта округа Рајн-Хунсрик. Према процјени из 2010. у општини је живјело 168 становника. Посједује регионалну шифру (AGS) 7140044.

## Географски и демографски подаци
Хан се налази у савезној држави Рајна-Палатинат у округу Рајн-Хунсрик. Општина се налази на надморској висини од 472 метра. Површина општине износи 5,3 km². У самом мјесту је, према процјени из 2010. године, живјело 168 становника. Просјечна густина становништва износи 32 становника/km².